# Myrmeleon (Myrmeleon) orestes
Myrmeleon (Myrmeleon) orestes is een insect uit de familie van de mierenleeuwen (Myrmeleontidae), die tot de orde netvleugeligen (Neuroptera) behoort. 
Myrmeleon (Myrmeleon) orestes is voor het eerst wetenschappelijk beschreven door Banks in 1941.